# Estación Monsalvo
Monsalvo es una estación ferroviaria ubicada en el paraje del mismo nombre, en el partido de Maipú, Provincia de Buenos Aires, Argentina.

## Servicios
El 17 de julio de 2015 volvió a funcionar el servicio entre Constitución y Pinamar. El 23 de agosto del mismo año fue interrumpido por problemas derivados a la crecida del Río Salado. Los últimos trenes fueron desde Constitución a Pinamar.
Actualmente el ramal volvió a funcionar desde la estación General Guido hasta la estación Divisadero de Pinamar después de 5 años sin servicio de trenes por esas vías, pero no presenta parada en Monsalvo, por el momento.
El servicio es operado por la empresa estatal Trenes Argentinos Operaciones con formación CAF 593.

## Ubicación
Se encuentra ubicada a 287 kilómetros de la estación Constitución.